# Dietmar Falkenberg
Dietmar Falkenberg est un ancien bobeur Allemand en tant que pilote.

## Carrière
Dietmar Falkenberg est un ancien bobeur est-allemand qui a concouru à la fin des années 1980 et au début des années 1990. Il est surtout connu pour sa troisième place au championnat de la Coupe du monde de bobsleigh dans l'épreuve à quatre en 1989-1990.